# تپلن
تپلن (به بلغاری: Teplen) یک منطقهٔ مسکونی در بلغارستان است که در شهرستان هاجیدیموفو واقع شده‌است.